# 卡罗利嫩科格
卡罗利嫩科格是德国石勒苏益格－荷尔斯泰因州的一个市镇。总面积17.55平方公里，总人口135人，其中男性71人，女性64人（2011年12月31日），人口密度8人/平方公里。